# Никитинка (Туймазинский район)
Никитинка (баш. Никитинка) — деревня в Туймазинском районе Башкортостана, входит в состав Гафуровского сельсовета.

## Население
| 2002 | 2009 | 2010 |
| ---- | ---- | ---- |
| 296  | ↗312 | ↘303 |

Национальный состав
Согласно переписи 2002 года, преобладающая национальность — русские (60 %).

## Этимология
Название происходит от фамилии Никитин. 

## Географическое положение
Расстояние до:
- районного центра (Туймазы): 16 км,
- центра сельсовета (Дуслык): 25 км,
- ближайшей ж/д станции (Туймазы): 16 км.

## Известные уроженцы
- Денисов Евгений Николаевич (1941—2013) — инженер и учёный, специалист в области технологии органического синтеза. Заслуженный изобретатель Башкирской АССР, лауреат диплома премии имени П. Г. Сергиева РАМН.